# Agua potable y saneamiento en Chile
Los servicios de abastecimiento de agua y saneamiento en Chile se caracterizan por sus buenos niveles de cobertura y media calidad, el sector chileno de agua y saneamiento se distingue porque la mayoría de las empresas de abastecimiento urbano de agua son de propiedad privada o están operadas por actores privados. El sector también se enorgullece en contar con un marco normativo moderno y efectivo que incluye un innovador sistema de subsidios en protección de los pobres, para posibilitar que se apliquen tarifas de autofinanciamiento sin que se vean afectados. Uno de sus puntos débiles son las pérdidas relativamente altas de agua, sin embargo, ello no se reconoce totalmente en las tarifas, puesto que se determinan con base a una empresa modelo. La situación se puede explicar en parte por los buenos indicadores económicos y la situación política estable, que favorecieron un desarrollo sostenible del sector.
Este artículo forma parte de una serie que compara las características institucionales y financieras del abastecimiento de agua.

## Acceso y calidad de los servicios
Según la agencia de regulación SISS (véase abajo), en 2006 el acceso a agua potable y saneamiento fue del 99,8% y del 95,2% respectivamente, en las zonas urbanas chilenas.
|             |                         | Urbano (87% de la población) | Rural (13% de la población) | Total |
| ----------- | ----------------------- | ---------------------------- | --------------------------- | ----- |
| Agua        | Definición amplia       | 100%                         | 58%                         | 95%   |
| Agua        | Conexiones domiciliares | 99%                          | 38%                         | 91%   |
| Saneamiento | Definición amplia       | 95%                          | 62%                         | 91%   |
| Saneamiento | Alcantarillado          | 89%                          | 5%                          | 78%   |

Una de las razones del alto nivel de cobertura es el pronto esfuerzo por ampliar las redes de infraestructura (véase abajo). Como consecuencia, en 1990 el 97% de la población urbana fue conectada al agua potable y el 82% al saneamiento.

## Calidad del servicio
La calidad de los servicios, en general es buena. Desde que se fundó la SISS en 1990, regularmente controla la calidad. La agencia examina si los servicios cumplen con la norma chilena NCh 409, que fue modificada por última vez en 2005 e incluye, entre otros, estándares referentes a la calidad y presión del agua y la continuidad del servicio. 
Al comienzo de los años noventa, la SISS detectó problemas referentes a los sistemas de cloración que poseían las empresas sanitarias. Por consiguiente, en 1991 el 20% de las empresas no cumplían con las normas bacteriológicas. En 2006, este porcentaje cayó a aproximadamente al 1%. Durante ese mismo tiempo, el cumplimiento con las normas de desinfección subió del 89% a más del 99%.
El abastecimiento de agua es continuo, tanto en zonas urbanas como en zonas rurales concentradas y la presión del agua es adecuada.
En la actualidad, el sector está poniendo en marcha un importante programa de tratamiento de las aguas residuales con miras hacia que, para el año 2012, el 100% de toda el agua residual municipal recolectada reciba tratamiento. El porcentaje ya ha crecido de un 8% en 1989 a un 82% en 2006.

## Consumo de agua
En las zonas urbanas, el consumo de agua potable ha disminuido desde 1998. Como el 96% del consumo se mide, la información del consumo es muy exacta. En 2006, el consumo total de agua potable fue de 958 millones de metros cúbicos (m³). En promedio, cada cliente usa 19,9 m³ por mes, lo que resulta en un consumó de 196 litros por habitante y día. El consumo más alto se observa en unas partes de la Región Metropolitana de Santiago, oscila entre 44 m³ por mes en el caso de Aguas Cordillera y 125 m³ en el caso de Aguas Manquehue. Una de las razones de esto es el estado socioeconómico relativamente alto de la población servida.

## Devenir histórico institucional
Hoy en día, el sector chileno de agua potable y saneamiento se distingue por unos de los mejores indicadores de cobertura y calidad. Esta situación en parte se puede explicar por el desarrollo histórico del sector que empezó en los años 70. En los años 90, la mayoría de las empresas sanitarias mejoraron su eficiencia económica y se convirtieron en compañías autosuficientes que fueron entregadas en parte al sector privado.

### Antes de 1977: Una estructura fragmentaria del sector
Antes de 1977, los servicios urbanos de agua potable y saneamiento se sirvieron de un gran número de proveedores. El mayor de ellos fue la Dirección de Obras Sanitarias (DOS) del Ministerio de Obras Públicas, que tuvo la función de abastecer a todas las ciudades excepto Santiago y Valparaíso, donde el servicio fue prestado por empresas municipales. Los ministerios de 
Agricultura y de Vivienda y Desarrollo Urbano también dispusieron de departamentos de agua y saneamiento.

### 1977-1988: La empresa estatal SENDOS
En 1977, el Servicio Nacional de Obras Sanitarias (SENDOS) fue creado como sociedad controladora de 11 subsidiarias regionales y dos empresas autónomas en Santiago y Valparaíso que fueron modernizadas. Aunque los servicios fueron externalizados, las empresas tenían que emplear a un cierto número de ex empleados de las empresas anteriores.
Las empresas públicas de Santiago y Valparaíso, EMOS (Empresa Metropolitana de Obras Sanitarias) y ESVAL (Empresa Sanitaria de Valparaíso) recibían préstamos del Banco Mundial, aunque la dictadura de Augusto Pinochet al mismo tiempo privatizó los sectores de electricidad y telecomunicación.
Entre 1976 y 1988, la cobertura de agua aumentó de manera considerable del 78% al 98%. En ese mismo tiempo, la cobertura de saneamiento aumentó del 52% al 82%

### 1988-1998: Modernización y regulación

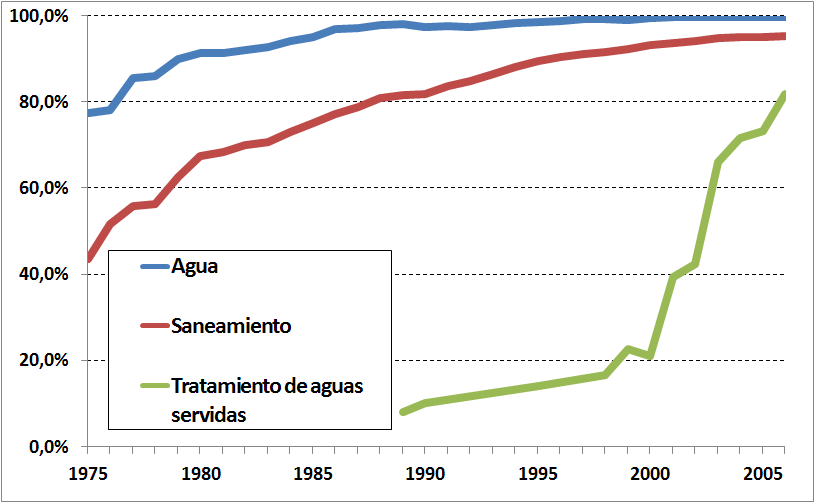
Evolución de la cobertura en Chile urbano (1975-2006). Fuente: SISS y elaboración propia.

Durante la década de 1990 se llevaron a cabo nuevas reformas en el sector de agua potable y saneamiento. 
Entre 1988 y 1990, se aprobaron varias reformas legales y se crearon a nuevas instituciones. Con ello, sobre todo se quería alcanzar lo siguiente:
1. Gracias a tarifas más altas, que en el fondo reflejan la dificultad para obtener el recurso, las empresas sanitarias deben conseguir el autofinanciamiento
2. La cobertura y la calidad del agua potable y saneamiento deben llegar al 100%

Por lo tanto, en diciembre de 1988 se aprobó la Ley General de Servicios Sanitarios, que permite la participación privada en las empresas de las 13 regiones del país. En 1990, y mediante una ley separada, se creó el ente regulador Superintendencia de Servicios Sanitarios (SISS). De los sectores de electricidad y telecomunicación, se adoptó un modelo innovador de regulación tarifaria, en el cual se estima el nivel eficiente del costo a través de una compañía modelo. Este costo estimado se usa como punto de referencia para la fijación de tarifas de las empresas sanitarias.
 También se introdujeron subsidios a la demanda de aquellos clientes, que dispusieran de recursos limitados para proteger a la población más pobre contra tarifas demasiado altas. La estructura legal está en vigor hasta hoy con algunas modificaciones.
Inicialmente, las empresas regionales continuaron siendo empresas públicas, pero fueron preparadas para la participación privada. Durante ese período, lograron la autosuficiencia financiera, se les autorizó el incremento de tarifas y mejoraron su eficiencia y ampliaron la cobertura. Las empresas regionales se transformaron en sociedades anónimas. Las inversiones se elevaron de 80 millones de dólares anuales en los años ochenta, a 260 millones de dólares en 1998. Sin embargo, las empresas regionales de servicios públicos todavía no contaban con los recursos necesarios para ampliar el tratamiento de aguas residuales.

### 1998 y después: Participación privada
Bajo el mandato del demócrata cristiano Eduardo Frei, en 1998 se aprobó una ley que permite la participación del sector privado. El motivo declarado fue de aumentar la eficiencia de las empresas, mejorar la calidad del servicio y crear una fuente de ingresos para poder financiar el tratamiento de aguas servidas. Posteriormente, se privatizaron a todas las subsidiarias de SENDOS y las empresas de Santiago y Valparaíso. Las plantillas fueron recortadas, se introdujeron nuevos procedimientos administrativos y la parte de aguas servidas tratadas aumentó significativamente.
Las empresas sanitarias chilenas se encontraban en un estado de autofinanciamiento cuando el sector privado entró. Desde las reformas legales de 1988-1990, las empresas públicas fueron preparadas para mejorar su eficiencia y su rentabilidad gradualmente. Esto podría explicar el proceso estable de participación privada. Una razón para explicar la continuidad de la política sectorial podría ser el hecho de que todos los presidentes de Chile desde su vuelta a la democracia han pertenecido a la misma Concertación de Partidos por la Democracia
La participación fue ejecutada en varias etapas, empezando con las cinco empresas más grandes del país que atienden a más del 75% de los usuarios. Gracias al proceso consecutivo, es posible comparar el desempeño de las empresas públicas y privadas en el mismo periodo. Esta comparación muestra que entre 1998 y 2001, las empresas privadas invirtieron mucho más que las empresas públicas y a diferencia de empresas públicas aumentaron su productividad laboral de manera evidente. Las tarifas subieron para todas las empresas, pero más en las privadas. Sin embargo, según un estudio en Chile apareció un consenso social de que las tarifas más altas son aceptables debido a las mejoras en la calidad del servicio y a la introducción de servicios nuevos como el tratamiento de aguas servidas.
La participación del sector privado sucedió con dos métodos diferentes. Entre 1998, cuando se privatizó a las empresas más grandes, se vendió una participación estratégica de la empresa a un consorcio. Desde 2001, el gobierno decidió de no seguir con aquel modelo y sustituirlo por la transferencia de los derechos de explotación de las compañías a actores privados durante 30 años. Esta manera, que también se llama concesión es muy distinta a la primera: En primer lugar el tiempo está limitado a 30 años y en segundo lugar, la infraestructura permanece en manos del estado. La totalidad de las siete empresas que fueron privatizadas con este modelo fusionaron en 2005, adoptando el nombre de ESSAN.
Los presidentes socialistas Ricardo Lagos (2000-2006) y Michelle Bachelet (desde 2006) han mantenido la estructura básica institucional del sector que fue establecido bajo gobiernos anteriores y se basa en el abastecimiento privado, subsidio a la demanda y regulación por una agencia pública y autónoma.

## Responsabilidad para agua y saneamiento

### Política y regulación
La responsabilidad por las políticas sectoriales de Chile recae, primeramente, en el Ministerio de Obras Públicas, el cual otorga las concesiones y promueve el abastecimiento de agua y el saneamiento en zonas rurales a través de su Departamento de Programas de Saneamiento. La responsabilidad normativa en las zonas urbanas es compartida por el ente regulador económico, la Superintendencia de Servicios Sanitarios (SISS) y el Ministerio de Salud, el cual establece las normas de calidad del agua potable.
La SISS controla los servicios de agua potable y saneamiento según las normas de finanzas y calidad. Para garantizar la independencia política, fue creada como institución descentralizada con presupuesto propio. La SISS tiene el derecho de imponer multas a las empresas cuando observa una infracción de las normas, que directamente forman parte del presupuesto de la agencia. Además, la SISS recibe y revisa reclamos de los clientes y actúa conforme a la validez del reclamo. La agencia dispone de bases de datos de la totalidad de las 53 empresas sanitarias urbanas. Una de sus características más innovadoras es la utilización de un modelo de empresa eficiente hipotética que ayuda a determinar si los incrementos tarifarios que solicitan los proveedores de servicio son justificados.

#### Zonas rurales
En el sector rural chileno, el Ministerio de Salud y el Ministerio de Economía tienen las funciones de regular y supervisar las cooperativas y comités. Sin embargo, no existe una entidad pública de control como es la SISS en el sector urbano. Desde 1994, la Dirección Nacional de Obras Hidráulicas (DOH) del Ministerio de Obras Públicas se encarga de ejecutar el Programa Nacional de Agua Potable Rural (APR). El sector rural en ningún momento fue incluido en la modernización o privatización del sector, como ha ocurrido con las empresas urbanas. Según la Ley 19.549 de 1998, los concesionarios urbanos deben prestar asistencia técnica y administrativa a los comités y cooperativas de agua potable rural de sus respectivas regiones.

### Prestación de los servicios
Los servicios de abastecimiento de agua y saneamiento en Chile urbano son proporcionados principalmente por 53 empresas. Para prevenir una monopolización a nivel nacional, se clasificó a las empresas en tres categorías según la parte de la población urbana total que proveen. Ninguna persona o sociedad debe estar en posesión de más del 49% de las empresas dentro de una categoría:
| Categoría        | Criterio                                                           | Número de empresas | Porcentaje de población urbana servida por la categoría |
| ---------------- | ------------------------------------------------------------------ | ------------------ | ------------------------------------------------------- |
| Empresas mayores | Porcentaje de clientes es igual o superior al 15%                  | 2                  | 50,5%                                                   |
| Empresas medias  | Porcentaje de clientes es igual o superior al 4% e inferior al 15% | 6                  | 34,3%                                                   |
| Empresas menores | Porcentaje de clientes es inferior al 4%                           | 45                 | 15,2%                                                   |

Las tres empresas más grandes de Chile son las siguientes:
- Aguas Andinas, provee a la capital Santiago, por mayoría (50,1%) perteneciente a la empresa española Grupo Agbar,
- La Empresa de Servicios Sanitarios del Bio-Bío ESSBIO en la sexta y octava región alrededor de Concepción, por mayoría (50,97%) perteneciente al fondo argentino Southern Cross, y
- La Empresa Sanitaria de Valparaíso ESVAL en la Región de Valparaíso, de la cual el 47,92% pertenece al Grupo Hurtado Vicuña/Fernández León, y que también posee presencia en la Región de Coquimbo mediante su subsidiaria, Aguas del Valle.

Estas tres empresas juntas abastecen al 63% de los consumidores urbanos de agua en Chile.
Aunque todas las empresas fueron privatizadas entre 1998 y 2004, el Estado chileno todavía mantiene la mayoría del sector a través de su Corporación de Fomento (CORFO). La siguiente tabla, que muestra la situación de propiedad del sector de 2006 indica que la mayor parte de las empresas sanitarias todavía está en manos de actores chilenos.
| Grupo económico                     | Porcentaje | País de origen |
| ----------------------------------- | ---------- | -------------- |
| CORFO                               | 35,7%      | Chile          |
| Grupo Agbar                         | 17,0%      | España         |
| Southern Cross Group                | 10,7%      | Argentina      |
| Grupo Hurtado Vicuña/Fernández León | 8,8%       | Chile          |
| Grupo Luksic                        | 5,3%       | Chile          |
| Bethia                              | 5,0%       | Chile          |
| Municipalidad de Maipú              | 2,3%       | Chile          |
| Iberdrola                           | 2,0%       | España         |
| Otros                               | 13,2%      |                |

#### Zonas rurales
En las zonas rurales, las cooperativas y los comités rurales de agua potable se encargan de la operación de los sistemas de abastecimiento de agua. En localidades rurales concentradas, que tienen entre 150 y 3.000 habitantes y una concentración no inferior a 15 viviendas por kilómetro de red, el Programa Nacional de Agua Potable Rural (APR) contribuyó a un progreso evidente en la prestación del servicio. Sin embargo, en Chile todavía existen muchas viviendas aisladas que carecen de agua potable. Aunque algunas pocas localidades han encontrado soluciones en lo referente a la recolección de alcantarillado, la mayoría de estas tienen problemas de operación.

## Eficiencia
El nivel de agua no facturada ("pérdidas de agua") de las empresas chilenas de agua alcanzó un promedio del 34% en 2006; un nivel inusualmente elevado para un sector tan moderno en tantos otros aspectos, como por ejemplo la cobertura alta y la autofinanciación de las empresas. El nivel de agua no facturada es, por ende, más alto que en Alemania, Francia o el Reino Unido. En realidad, los niveles de agua no facturada en Chile se elevaron del 29% en 1999 hasta el promedio actual del 34%. El ente regulador considera un 15% como un nivel eficiente.
En 2006, por medio un empleador de las empresas de agua potable y saneamiento sirvió a 418 clientes, lo que resulta en 2,4 empleados por cada 1000 conexiones, por debajo del promedio latinoamericano de 5.

## Aspectos económicos

### Tarifas
Por la disponibilidad variable en las diferentes partes de Chile y la directriz de que el costo del recurso debe reflejar su valor verdadero, las tarifas varían a gran escala. En 2006, las tarifas en las áreas urbanas tenían una variación de entre US$0,8 (Aguas Manquehue en Chicureo) y US$ 4,1 por metro cúbico (Aguas Patagonia en Coyhaique). En las zonas rurales, las tarifas solo cubren los costos de operación y mantenimiento.
Según una encuesta realizada en 1998 por el Instituto Nacional de Estadística (INE), la factura de agua y saneamiento representaba, en promedio, el 1,14% del ingreso familiar. La relación fluctuaba de 0,77% para el quintil superior (más adinerado) a 2,35% para el quintil inferior (más pobre).

#### Subsidios directos a familias de escasos recursos
Para ayudar a las familias de escasos recursos contra tarifas demasiado altas, con la ley 18.778 de 1989 se introdujo un sistema de subsidio a la demanda para el 20% más pobre a nivel de cada provincia, qué es único en el mundo. Para localizar a aquellas personas, se usa los datos de la encuesta CASEN (Caracterización Socioeconómica Nacional), que se lleva a cabo cada dos o tres años.
En el caso de un subsidio, la municipalidad correspondiente paga entre el 25% y el 85% sobre los primeros 15 m³ de la factura mensual directamente al proveedor del servicio. El gobierno nacional repaga los costos del programa a las municipalidades. Además, desde 2004 el programa Chile Solidario permite una cantidad adicional de subsidios para familias en situación de extrema pobreza, que llega a cubrir el 100% de los primeros 15 m³. En 2006, el 16,6% de la población urbana (2,4 millones personas) fue beneficiado con subsidios de en total US$ 61,2 millones, lo que corresponde a US$ 25 por año por cápita.

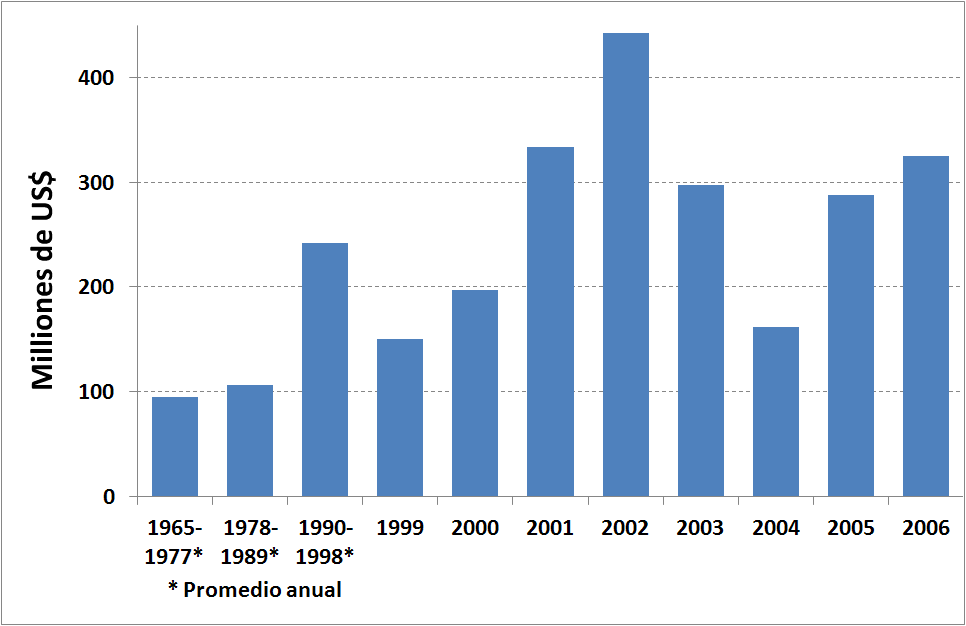
Inversiones anuales en el sector chileno urbano de agua potable y saneamiento desde 1965. Fuente: SISS, Cariola/Alegría (2004).

### Inversiones y financiamiento
Los sistemas urbanos de agua y saneamiento no reciben subsidios directos y son financiados a través del mercado de capital y, por último, con las cuotas que pagan los usuarios. Sin embargo, las municipalidades están administrando un sistema innovador de subsidios según los ingresos, que permite a familias pobres calificadas recibir un subsidio para cubrir parte de su factura de agua y saneamiento. Los sistemas rurales de agua reciben un subsidio parcial a la inversión que se define en la Ley del Subsidio al Agua Potable y Saneamiento.
Desde que el sector fue preparado para autofinanciarse, las inversiones aumentaron de manera evidente de un promedio anual de aproximadamente US$ 100 millones entre 1965 y 1989 a un promedio anual de US$ 242 millones entre 1990 y 1998, cuando se privatizó a la primera empresa. Según las cifras de la SISS, desde 1998 las inversiones anuales oscilaron entre US$ 151 millones (1999) y US$ 443 millones (2002) La inversión total en el año 2006 fue de US$ 325 millones.

## Apoyo externo

### Banco Interamericano de Desarrollo (BID)
El BID apoya al sector chileno de agua potable y saneamiento a través de donaciones de asistencia técnica:
- TC0207000: Desarrollo Local, Acceso a Servicios Básicos de Agua y Alcantarillado
- CH-T1004: Servicios de Agua para Comunidades Rurales Dispersas

### Banco Mundial
- Chile Infraestructura para Desarrollo Territorial

El Banco Mundial apoya al sector de agua potable y saneamiento a través de un proyecto de US$90 millones que fue aprobado en 2005, del cual el 30% se usará para agua potable y saneamiento rural. El Viceministerio de Desarrollo Regional del Ministerio del Interior ejecutan el programa. Se invierte en Región de Coquimbo, la Región del Maule, la Región del Bio-Bio, la Región de La Araucanía y la Región Los Lagos.
- Chile - Ministerio de Obras Públicas

Este programa fue aprobado el 14 de junio de 2007. El 20% de los US$30 millones se invertirá en el sector de agua potable y saneamiento y en la protección frente a inundaciones.

### Ministerios y Reguladores
- Ministerio de Obras Públicas (MOP)
- Ministerio de Salud (MINSAL)
- Superintendencia de Servicios Sanitarios (SISS)

### Proveedores de Servicios y Asociaciones de Proveedores
- Aguas Andinas
- Empresa de Servicios Sanitarios del Bio-Bío (ESSBÍO)
- Empresa Sanitaria de Valparaíso (ESVAL)
- Aguas Antofagasta
- Asociación Nacional de Empresas de servicios sanitarios Archivado el 30 de junio de 2019 en Wayback Machine.
- Agua Potable Rural de Chile (APR Chile)

- Datos: Q7973782
- Multimedia: Water supply and sanitation in Chile / Q7973782